# Clyde King
Clyde Whitlock King, född 6 september 1898 i Montezuma, död 20 augusti 1982 i Mill Valley, var en amerikansk roddare.
King blev olympisk guldmedaljör i åtta med styrman vid sommarspelen 1920 i Antwerpen.